# エリグルスタット
エリグルスタット（Eliglustat）はグルコシルセラミド合成酵素阻害剤であり、ゴーシェ病の症状改善に用いられる。商品名サデルガ。2014年8月に米国で、2015年2月に欧州で、2015年3月に日本で承認を取得した。
通常、酒石酸塩として用いられ、グルコシルセラミド合成酵素の働きを阻害して効果を発揮すると考えられている。

## 効能・効果
ゴーシェ病の諸症状（貧血、血小板減少症、肝脾腫および骨症状）の改善
なお、神経症状に対する効果は期待できない。ゴーシェ病II型およびIII型に対する使用経験はない。
投与に先立ってCYP2D6遺伝子型の確認が必要である。CYP2D6の活性が低い患者については、投与量の減量が必要である。

## 禁忌
- CYP2D6の活性が通常程度である患者で、CYP2D6阻害剤[注 1]とCYP3A阻害剤[注 2]を投与中の患者
- CYP2D6の活性が低い患者で、CYP3A阻害剤を投与中の患者
- CYP2D6の活性が欠損している患者で、CYP3A阻害剤を投与中の患者
- QT延長のある患者
- 抗不整脈薬の内、Ia群またはIII群あるいはベプリジルを投与中の患者
- 製剤成分に過敏症を有する患者
- 妊婦または妊娠している可能性のある婦人

## 副作用
添付文書に記載されている重大な副作用は、失神（1%未満）である。
5%以上の患者に頭痛が発生する。
エリグルスタットの血中濃度が大幅に上昇した場合、QT間隔、PR間隔、QRS間隔の延長のおそれがある。

## 注
1. ↑  添付文書に挙げられている薬剤はパロキセチン、シナカルセト、テルビナフィン、デュロキセチン、ミラベグロン
2. ↑  添付文書に挙げられている薬剤はクラリスロマイシン、イトラコナゾール、コビシスタット、インジナビル、リトナビル、テラプレビル、ボリコナゾール、ネルフィナビル、サキナビル、エリスロマイシン、フルコナゾール、アタザナビル、シクロスポリン、アプレピタント、ジルチアゼム